# Sericolea
Sericolea es un género con 26 especies descritas de plantas  perteneciente a la familia Elaeocarpaceae.

## Taxonomía
El género  fue descrito por Rudolf Schlechter y publicado en Botanische Jahrbücher für Systematik, Pflanzengeschichte und Pflanzengeographie 54: 95. 1916.

## Especies seleccionadas
- Sericolea arfakensis
- Sericolea brassii
- Sericolea calophylla
- Sericolea chrysotricha